# Trail (Canada)
Trial is een plaats in Canada. Het ligt in de regio Kootenays, in de regio Interior, in de provincie British Columbia. In 2021 was ongeveer 45% van de mensen christelijk. En was 50% atheïst. In 2016 woonden er 7.709 mensen.